# Bacillus cereus
Bacillus cereus är en bakterie som normalt lever i vanlig jord och som kan orsaka så kallad matförgiftning. Den är stavformig och grampositiv. De förökar sig bra i luft (är inte känsliga för syre) och kan forma sporer som kan överleva fullständig uttorkning under lång tid. 

## Sjukdomsalstrare
B. cerus orsakar ungefär 2–5% av matförgiftningarna i västvärlden. De drabbade personerna blir ofta intensivt illamående och kräks.
Allmänt gäller om matförgiftning på grund av Bacillus att den inträffar på grund av att bakteriesporer överlever i maten för att den är otillräckligt uppvärmd. Problemet kan sedan förvärras av att maten inte förvaras tillräckligt kallt och att bakterierna därför kan föröka sig snabbt. 
B. cereus orsakar två olika sjukdomstillstånd; ett som framför allt ger kräkningar och ett annat som framför allt ger diarré. 